# Texaco/Havoline 200 1995
Texaco/Havoline 200 1995 var ett race som var den tionde deltävlingen i PPG IndyCar World Series 1995. Racet kördes den 9 juli på Road America. Liksom 1994 så vann Jacques Villeneuve på Road America, och 1995 dominerade han med eftertryck, tog pole position, liksom snabbaste varv. Paul Tracy blev tvåa, följd av Jimmy Vasser och André Ribeiro.

## Slutresultat
| Plats | Förare               | Team                     | Grid | Kvaltid  |
| ----- | -------------------- | ------------------------ | ---- | -------- |
| 1     | Jacques Villeneuve   | Team Green               | 1    | 1.41,261 |
| 2     | Paul Tracy           | Newman/Haas Racing       | 11   | 1.42,513 |
| 3     | Jimmy Vasser         | Chip Ganassi Racing      | 14   | 1.43,281 |
| 4     | André Ribeiro        | Tasman Motorsports       | 12   | 1.42,594 |
| 5     | Bobby Rahal          | Rahal-Hogan Racing       | 6    | 1.42,090 |
| 6     | Adrián Fernández     | Galles Racing            | 15   | 1.43,378 |
| 7     | Scott Pruett         | Patrick Racing           | 7    | 1.42,276 |
| 8     | Christian Fittipaldi | Walker Racing            | 9    | 1.42,343 |
| 9     | Teo Fabi             | Forsythe Racing          | 8    | 1.42,340 |
| 10    | Stefan Johansson     | Bettenhausen Motorsports | 17   | 1.43,570 |
| 11    | Eric Bachelart       | Payton/Coyne Racing      | 25   | 1.45,705 |
| 12    | Parker Johnstone     | Comptech Racing          | 13   | 1.43,223 |
| 13    | Hiro Matsushita      | Arciero-Wells Racing     | 26   | 1.45,770 |
| 14    | Bryan Herta          | Chip Ganassi Racing      | 10   | 1.42,394 |
| 15    | Emerson Fittipaldi   | Marlboro Team Penske     | 21   | 1.43,854 |
| 16    | Hubert Stromberger   | Project Indy             | 27   | 1.48,752 |
| 17    | Eddie Cheever        | A.J. Foyt Enterprises    | 22   | 1.44,500 |
| 18    | Eliseo Salazar       | Dick Simon Racing        | 20   | 1.43,800 |
| 19    | Carlos Guerrero      | Dick Simon Racing        | 28   | 1.53,092 |
| 20    | Alessandro Zampedri  | Payton/Coyne Racing      | 23   | 1.44,562 |
| 21    | Gil de Ferran        | Jim Hall Racing          | 2    | 1.41,294 |
| 22    | Raul Boesel          | Rahal-Hogan Racing       | 4    | 1.41,901 |
| 23    | Marco Greco          | Dick Simon Racing        | 24   | 1.45,281 |
| 24    | Maurício Gugelmin    | PacWest Racing           | 18   | 1.43,584 |
| 25    | Danny Sullivan       | PacWest Racing           | 19   | 1.43,713 |
| 26    | Robby Gordon         | Walker Racing            | 16   | 1.43,461 |
| 27    | Michael Andretti     | Newman/Haas Racing       | 3    | 1.41,673 |
| 28    | Al Unser Jr.         | Marlboro Team Penske     | 5    | 1.41,924 |